# كندا في حرب أفغانستان

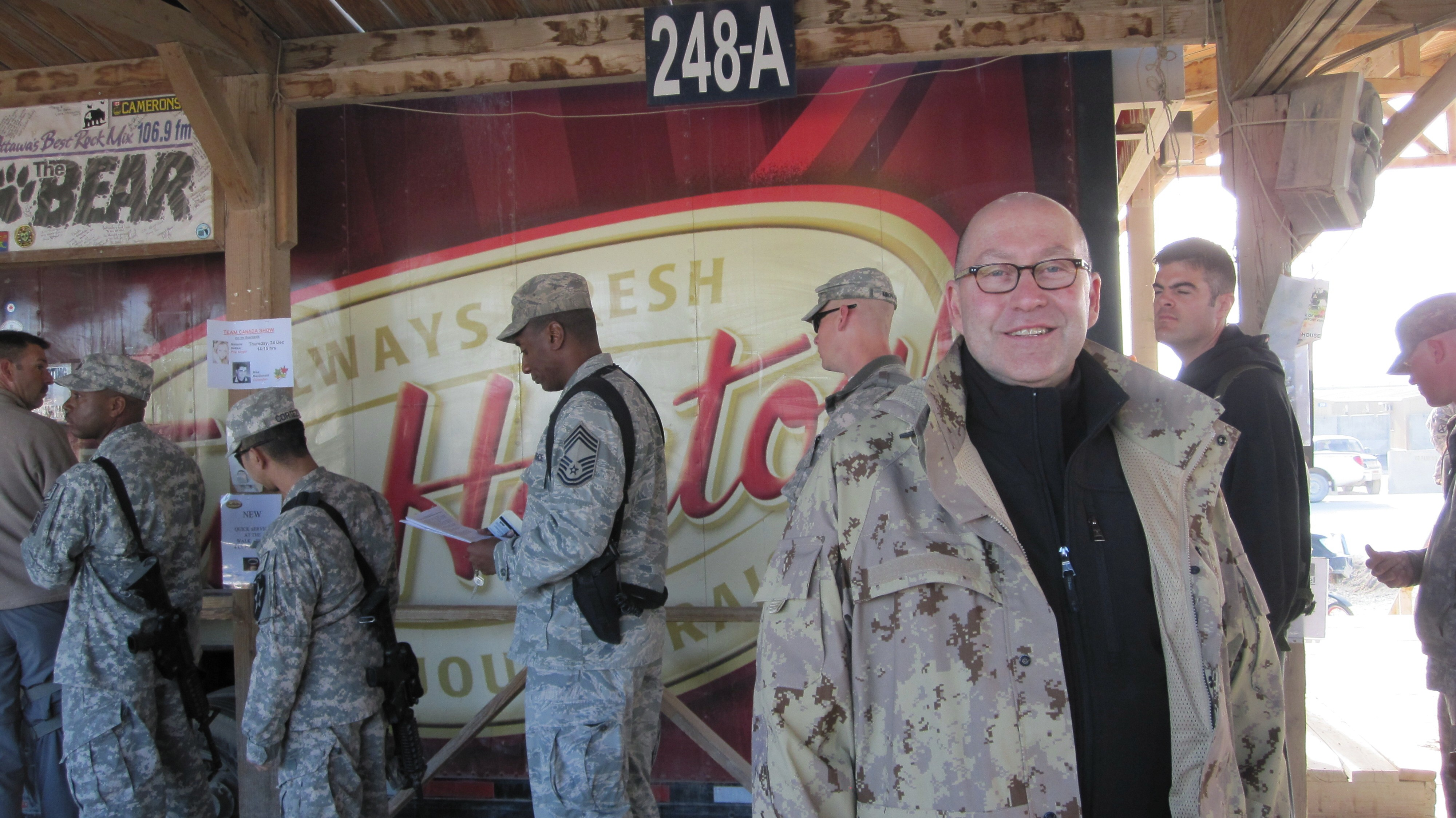
افتتح Tim Horton امتيازًا في أفغانستان حتى يتمكن الجنود الكنديون من تذكير وطنهم. ديفيد جاكوبسون ، سفير الولايات المتحدة لدى كندا ، في المقدمة.

بدأ دور كندا في حرب أفغانستان في أواخر عام 2001. أرسلت كندا فرقة الجنود الأولى سرًا في أكتوبر من عام 2001 من قوة المهام المشتركة 2 ووصلت أولى فرق القوات الكندية النظامية إلى أفغانستان في يناير-فبراير من عام 2002. اضطلعت كندا بدور أكبر خلال نزاع أفغانستان الذي بدأ عام 2006 بعد أن أعيد نشر القوات الكندية في مقاطعة قندهار. تواجد في أفغانستان 2500 فرد من القوات الكندية شكّل 1200 منهم مجموعة قتال. في قمة حلف شمال الأطلسي لعام 2012 في شيكاغو، أعلن رئيس الوزراء ستيفن هاربر أن عددًا غير معلَن من الجنود الكنديين سيبقون في البلاد للمساعدة في تدريب الجيش الوطني الأفغاني والإشراف عليه حتى 12 مارس من عام 2014 (بالرغم من أن القوات الكندية كانت قد أنهت دورها القتالي هناك في عام 2011).
في سبتمبر من عام 2001 وفي أعقاب هجمات 11 سبتمبر الإرهابية، أوعز وزير الدفاع الوطني آرثر إيغلتون إلى الحاكم العام أدريان كلاركسون أن يفوض ما يزيد عن 100 عضو من القوات الكندية ممن يخدمون في برنامج التبادل العسكري في الولايات المتحدة الأمريكية وبلدان أخرى للمشاركة في العمليات التي كانت تقودها الولايات المتحدة في أفغانستان. لخّص إيغلتون التفكير السائد لدى الحكومة في تلك الآونة حين قال، «إن أي انتشار عسكري كندي في أفغانستان قد يكون مشابهًا للأوضاع في إريتريا وأثيوبيا حيث شاركنا في الموجة الأولى، وساعدنا على تحقيق الاستقرار الذي كان أساس عمليات دعم السلام التي تلته ... غير أننا سلمناها لاحقًا لأحد آخر». كانت العمليات تهدف إلى تحديد وتحييد أعضاء منظمة القاعدة في تلك البلاد، وكذلك أيضًا الإطاحة بنظام طالبان الذي كان يدعم الإرهاب الدولي.

## التجربة الكندية في بناء الأمة وإصلاح القطاعات
في نزاعات ما بعد الحرب الباردة، شهدت كندا «منعطفًا تعليميًا وعرًا، ودمويًا في بعض الأحيان، مع محاولتها تطوير تقنيات جديدة لاحتواء العنف واستعادة المجتمعات المدنية الفاعلة». بعد معركة بالأسلحة النارية دامت 15 ساعة في كرواتيا انخرطت فيها قوات كندية في موقع يُعرف بجَيب ميداك، بات واضحًا أنه كان يتوجب على قواعد الاشتباك أن تتيح لما كان قد عُرّف بداية ب«قوات حفظ السلام أن تكون قادرة على تحقيق ذلك الانتقال التكتيكي السريع. وذلك كان يعني أنه ينبغي أن يتاح لها اتخاذ موقف الهجوم في القتال بقدر ما أتيح لها حفظ السلام». انعكست هذه الفكرة في تدريبات الجيش الكندي واحترافيتيه المذكورتين في الصفحة في مكان لاحق. مع الانتقال إلى البوسنة والصومال وهايتي بدأت تتشكل شراكة جديدة لحفظ السلام. وكانت قد تطلبت مساعدة الجنود ومنظمات تنمية تعمل على نحو وثيق بهدف تحقيق أهدافهم في إعادة الإعمار. مبادرات حفظ السلام هذه التي نُفذت من قبل «قوات كندية وقوات أخرى تابعة لحلف شمال الأطلسي في البوسنة وفي أماكن أخرى في نزاعات ما بعد الحرب الباردة كانت شبيهة وملائمة لما كانت تنفذه تلك القوات في أفغانستان. من نواح عديدة كان بناء السلام في قندهار مجرد مثال آخر عن 'العرف الجديد'».

## 2001 – 2002: الانتشار الأولي
أصدر الجنرال راي  هينولت، رئيس أركان القوات المسلحة، أوامر أولية إلى العديد من القوات الكندية، مثل أمر رسم خطة للعملية أبولو. كانت الخطة تقضي في البداية بأن يدوم الالتزام الكندي حتى أكتوبر من العام 2003.
أُرسل ما يقارب 40 مهاجمًا من قوة المهام المشتركة 2 إلى جنوبي أفغانستان مطلع ديسمبر من العام 2001، على الرغم من أن الشعب الكندي لم يكن على معرفة بالانتشار في أعقاب إعلان الأمريكيين الحرب على الإرهاب. غير أن كتاب شون م. مالوني تمكين الحرية تطرّق إلى أن قوة المهام المشتركة 2 نُشرت سرًا ودون معرفة رئيس الوزراء جون كريتين أوائل أكتوبر من العام 2001. (في أكتوبر من العام 2004، تلقّى أفراد قوة المهام المشتركة 2 وحدة الاقتباس الرئاسية البحرية الأمريكية كجزء من قوة المهام كي-بار، التي كانت قوة مهام متعددة الجنسيات للعمليات الخاصة بقيادة البحرية الأمريكية نافي سايلز التي كانت معدةً لعملياتها الخاصة خلال الفترة الواقعة بين 17 أكتوبر 2001 حتى 30 مارس 2002).
وصلت القوات النظامية إلى قندهار في يناير-فبراير من عام 2002. وفي مارس عام 2002، حارب ثلاثة قناصين من قوات مشاة الأميرة باتريسيا الكندية الخفيفة إلى جانب وحدات الجيش الأمريكي خلال عملية أناكوندا. خلال العملية حطم الفريق، وأعاد تحطيم، الرقم القياسي لقتلى قناص من مسافة بعيدة الذي كان قد سُجل في حرب فييتنام من قبل الرامي الأمريكي الرقيب الأول كارلوس هاثكوك. كانت العملية أناكوندا أيضًا المرة الأولى منذ الحرب الكورية ينقذ فيها جنود كنديون جنودًا أمريكيين في حالة قتالية. شاركت القوات الكندية أيضًا في العملية هاربون في وادي شاه آي كوت. قدمت قوات أخرى في البلاد حامية وقوات أمنية.
وقعت حادثة حقل تارناك في 18 أبريل 2002 حين أسقطت طائرة F16 أمريكية قنبلة موجهة بالليزر على مجموعة من جنود كتيبة القتال بي بي سي إل آي. كان الجنود يُجرون تدريبًا ليليًا على مدى رماية حية محدد، وأخطأت نيران الطيارين الأمريكيين الذين ظنوا أن ذلك كان هجومًا متمردًا لحركة طالبان. قتلت حادثة النيران الصديقة أربعة كنديين وأصابت ثمانية بجروح. كانت وفياتهم أولى الوفيات الكندية في أفغانستان، والأولى في منطقة قتال منذ الحرب الكورية.

## 2003 – 2005: العملية أثينا
في أغسطس من عام 2003 انتقلت القوات الكندية إلى شمالي مدينة كابول حيث أصبحت الجهاز القائد لقوات المساعدة الدولية لإرساء الأمن في أفغانستان المشكّلة حديثًا. أطلقت كندا على هذه العملية اسم العملية أثينا وقدمت قوة مهام كندية قوامها 1900 جندي مساعداتٍ للبنية التحتية المدنية كحفر الآبار وإصلاح المباني المحلية.
في مارس من عام 2004، قدّمت كندا مساعدة قدرها 250 مليون دولار إلى أفغانستان، و5 ملايين دولار لدعم الانتخابات الأفغانية لعام 2004.
في 13 فبراير 2005، أعلن رئيس الوزراء بيل غراهام أن كندا ستضاعف من عدد قواتها في أفغانستان بحلول الصيف التالي، لتزيد عدد قوتها من 600 جندي إلى 1200 جندي.
في ربيع عام 2005 أعلن موظفون أن القوات الكندية ستعود إلى مقاطعة قندهار غير المستقرة مع تسليم قوات الولايات المتحدة زمام القيادة للكنديين في الإقليم. انتهت المرحلة الأولى من العملية أثينا في ديسمبر من عام 2005 بتحقيق الهدف المنشود في «إعادة بناء العملية الديمقراطية» في أفغانستان.

## تدريب محدد المهمة
إضافة إلى معيار التدريب على القتال، كان التدريب محدد المهمة جزءًا من تحضيرات الجندي الكندي للخدمة في عمليات حفظ السلام وصناعة السلام والاستقرار منذ الستينيات من القرن العشرين. يلعب ذلك دورًا بارزًا في حرب أفغانستان. خلال التحضيرات، «كان الجنود بحاجة معرفة أقصى ما يمكن معرفته حول العادات والثقافة والسياسية المحلية وحول طبيعة المجموعات التي قد تعارض إقامة النظام والسلام ودوافعها». جعل ذلك، إضافة إلى التصنيف النفسي مع عائلة الجندي، هذا النشر ما وراء البحار للقوات الكندية النشر الأضخم تحضيرًا على الإطلاق.